# 1922年鐵路
此條目列出1922年發生有關鐵路運輸的事件。

## 事件

### 1月
- 1月1日：北線全線通車。
- 1月14日：臺鐵集集線通車。

### 4月
- 4月20日：臺東線臺東（今台東舊站）至里壠（今關山車站）啟用。

### 5月
- 5月21日：宜蘭線北段南延至三貂嶺停車場（今三貂嶺車站）。

### 6月
- 6月1日：朝鮮京南鐵道（英语：Chosen Gyeongnam Railway）長項線通車。

### 8月
- 8月1日：矢島線通車。
- 8月22日：廣島電鐵宮島線通車。

### 9月
- 9月5日：十和田觀光電鐵線通車。
- 9月13日：宜蘭線北段南延至武丹坑停車場（今牡丹車站）。

### 10月
- 10月6日：池上電氣鐵道線通車。
- 10月11日：成追線和海岸線通車。
- 10月17日：國際鐵路聯盟在巴黎成立，推廣合作和標準化[1]。
- 10月22日：斯圖加特火車總站（第一階段）啟用。

### 11月
- 11月8日：巴黎地鐵9號線通車。

### 12月
- 12月8日：巴黎、里昂及地中海鐵路（英语：Chemins de fer de Paris à Lyon et à la Méditerranée）首次開行加萊-地中海特快，因為國際臥鋪客車公司（英语：Compagnie Internationale des Wagons-Lits）的客車而被稱為藍色列車（英语：Le Train Bleu），來往加萊及芒通。